# Частные дороги
Дороги на свободном рынке — теория, согласно которой общество должно иметь полностью частные либо общественные дороги.
В основном теория частных дорог и инфраструктуры защищается в работах анархо-капиталистов таких как Мюррей Ротбард («К новой свободе»), Морис и Линда Танненхил («The Market for Liberty»), Дэвид Д. Фридман («Механика Свободы») и Дэвид Т. Бэйто («The Voluntary City»).

## Аргументы за частные дороги

##### На частных дорогах нет безбилетников
Эффект безбилетника часто приводится в качестве аргумента сторонниками идеи, в частности Мюрреем Ротбардом, в качестве повода для приватизации дорожной сети: поскольку заторы на дорогах возникают в результате запроса на транспортную инфраструктуру, они могут восприниматься, как и любой другой дефицит — в данном случае, дефицит дорог, аллей, выездов и прочей инфраструктуры. Считая рыночный механизм ценообразования более разумным методом удовлетворения спроса, нежели централизованное планирование, Питер Сэмюэль в своей книге сравнивает американские пробки на дорогах с советскими очередями в магазинах:

«Неудача коммунистической модели в России была усугублена постоянным дефицитом в магазинах. Пустые полки универсамов и продовольственных магазинов, очереди из посетителей, еженедельно простаивавших часами без явной цели, стали воплощением ошибок системы, и вместе с тем источником огромного личного недовольства и даже ярости. Коммунизм провалился, потому что цены не были достаточно подвижны для соответствия предложения и спроса, потому что основной целью магазина было распределение, а не заработок — поскольку все доходы шли в госказну и не использовались для улучшения ассортимента или качества обслуживания. Сегодня мы, в якобы „капиталистической“ Америке, переживаем проблемы коммунизма — оказания безответственной монополистской бюрократией услуг, на которые нет цены — на большей части наших дорог. Нашим символом дефицита, нашим аналогом советских очередей в магазинах, стали ежедневные заторы на автомагистралях. Не существует рыночных цен на поездки в часы пик. Нет денежного потока непосредственно от пользователей дороги к управляющим, дабы либо использовать имеющуюся пропускную способность дороги максимально разумно для удовлетворения запросов использующих ее водителей, либо скорректировать её под их запросы.»Оригинальный текст (англ.)"In Russia communism's failure was epitomized by constant shortages in stores. Empty shelves in supermarkets and department stores and customers in line, wasting hours each week, became the face of the system's failure, as well as a source of huge personal frustration, even rage. Communism failed because prices were not flexible to match supply and demand; because stores were bureaucracies, not businesses; and because revenues went into a central treasury and did not fuel increased capacity and improved service. We in supposedly capitalistic America suffer communism--an unpriced service provided by an unresponsive monopolistic bureaucracy--on most of our highways. Our manifestation of shortage, our equivalent of Russian lines at stores, is daily highway backups. There is no price on rush-hour travel to clear the market. There is no revenue stream directly from road users to road managers to provide incentives either to manage existing capacity to maximum consumer advantage or to adjust capacity to demand."

##### Приватизация стимулирует развитие инфраструктуры
По мнению Б. Г. Мейера «Очевидно, что увеличение числа платных дорог привело к улучшению их общего состояния». Книга «Street Smart» утверждает, что Бразилия экономит до 20 %, а Колумбия — до 50 % на передаче содержания дорог частному сектору.

##### Преступность на частных дорогах ниже
Брюс Бэнсон полагает, что дороги, находящиеся в частной собственности будут позволять местным жителям предотвращать развитие преступности, осуществляя своё право на недопуск нежелательных элементов. Он отмечает, что авеню в частном секторе Сэн-Луиса имело показатели по преступности лучшие, нежели прилегающие общественные улицы. «The Market for Liberty» утверждает также, что частные дороги будут управляться лучше, поскольку их владельцы смогут сконцентрироваться на реальной преступности, а не на безвредных правонарушениях:

Частная корпорация, завладев улицами, сосредоточит свое внимание на удержании их свободными от алкоголиков, дворовой шпаны и прочих потенциальных угроз, нанимая при необходимости частную охрану. Можно даже использовать это для рекламы: «Частные улицы Тру-Вэй надежно защищены в любое время дня и ночи. Женщины могут спокойно передвигаться в одиночку по нашим дорогам.»
Преступник, лишенный доступа на любую улицу города, поскольку все корпорации, заведующие ими, будут знать о нём и его репутации, будет испытывать трудности даже с тем, чтобы добраться до места совершения преступления.
В то же время, частным дорожным компаниям нет никакого смысла регулировать форму одежды, диктовать нормы поведения, менять привычки или жизненный уклад граждан, которые пользуются их услугами. К примеру, они не захотели бы отрезать от себя часть клиентов, арестовывая или издеваясь над хиппи, женщинами в прозрачных блузках или открытых купальниках, либо обращаясь подобным образом с любым другим неагрессивным отклонением от ценностей большинства. Всё, чего бы они были вправе требовать — чтобы каждый клиент вовремя платил и избегал применения силы, не создавал препятствий движению и не распугивал других клиентов.
В противном случае, его образ жизни и моральные устои не будут их интересовать; они будут обходиться с ним учтиво и вести его дела.Оригинальный текст (англ.)A private corporation which owned streets would make a point of keeping its streets free of drunks, hoodlums, and any other such annoying menaces, hiring private guards to do so if necessary. It might even advertise, "Thru-Way Corporation's streets are guaranteed safe at any hour of the day or night. Women may walk alone with perfect confidence on our thoroughfares." A criminal, forbidden to use any city street because all the street corporations knew of his bad reputation, would have a hard time even getting anywhere to commit a crime.
On the other hand, the private street companies would have no interest in regulating the dress, "morals," habits, or lifestyle of the people who used their streets. For instance, they wouldn't want to drive away customers by arresting or badgering hippies, girls in see-through blouses or topless bathing suits or any other non-aggressive deviation from the value standards of the majority. All they would ask is that each customer pay his dime-a-day and refrain from initiating force, obstructing traffic, and driving away other customers. Other than this, his life-style and moral code would be of no interest to them; they would treat him courteously and solicit his business.

##### Частные дороги привлекают мелкий бизнес
Мютюэлист Кевин Карсон считает расходы на транспортировку естественной отрицательной издержкой производства, связанной с увеличением масштабов. Он полагает, что государственные субсидии в инфраструктуру способствуют доминированию корпораций в экономике, делая большие и централизованные корпорации искусственно более успешными. Карсон подчеркивает также, что в ряде случаев централизованные производства не появлялись до развития профинансированных налогоплательщиками дорог и прочих государственных инфраструктурных проектов. Так как стоимость транспортировки увеличивается непропорционально с размером фирмы, по мнению Карсона, на свободном рынке для роста и расширения корпораций будут созданы естественные преграды, и у малого бизнеса появится ряд естественных преимуществ.

## Аргументы против частных дорог
На большей части территории Земли ландшафт не предполагает строительства большого количества параллельных автомагистралей, что превращает дороги в естественную монополию. Крюгер заявляет, что это «приведет к чрезвычайно нерациональному расходованию земельных ресурсов». В случае, когда между пунктами А и Б пролегает единственная дорога, пропадает главное преимущество приватизации — конкуренция. В отсутствии регуляций, владелец подобной частной дороги будет склонен устанавливать заоблачную монопольную цену, что выльется в огромную доходность для владельца, однако выгода для остальных участников подобной сделки сомнительна. Первоначальный паушальный взнос может покрыть итоговый сверхдоход монополии, однако здесь возникают сложности распределения, поскольку доход от использования частных дорог может распространяться на весь регион, но лишь небольшой части населения региона, на которую и выпадет вся нагрузка, необходимо будет использовать данную конкретную дорогу. Возникают сложности также с определением текущей стоимости дороги в долгосрочной перспективе. Так, например, 407 ETR (дорога в канадской провинции Онтарио, находящаяся в концессии) была отдана в аренду за три миллиарда, а впоследствии была оценена уже в 10 миллиардов.
В то время как альтернативные местные дороги и другие виды транспорта могут обеспечить некоторую конкуренцию, в других случаях это неуместно, особенно в отношении товаров и грузов.
В качестве контр-аргумента для данной точки зрения обычно приводят тот факт, что единственная автомагистраль, соединяющая два пункта, все еще будет вынуждена конкурировать с поездами, самолетами и другими дорогами.